# Kalif
|  | Expansion under profeten Muhammed 622–632 |

|  | Expansion under de fyra rättfärdiga kaliferna 632–661 |

|  | Expansion underdet umayyadiska kalifatet 661–750 |

Umayyadiska kalifatet (661–750) under dess största utbredning.

Kalif (arabiska: خليفة, khalīfah, ”ställföreträdare”, "efterträdare") var den titel som användes av den andlige och världslige ledaren för det islamiska rike som grundades av  "Guds sändebud" profeten Muhammed. Den förste kalifen Abu Bakr antog efter Muhammeds död 632 titeln khalífa rasúl Alláh (Guds sändebuds ställföreträdare). Det rike som 09kalifen härskade över kallades kalifat.

## Valet av den förste kalifen

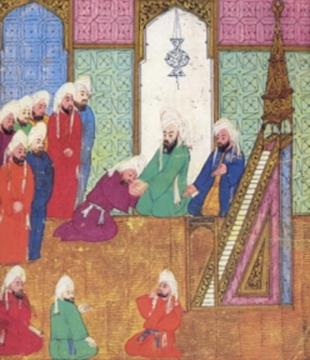
En illustration om mötet i Saqifa.

Muhammed hade redan under sin levnad tillsatt en ställföreträdare, kalif, när han tillfälligt var borta från Medina. Vid Muhammeds bortgång hade denne enligt den senare kalifen Umar ibn al-Khattab inte utsett någon efterträdare. Det fanns dock några som ansåg att Muhammed hade utsett Ali till kalif i sitt tal i Ghadir Khumm och dessa samlade sig kring Ali (Shiat Ali, "Alis anhängare"). Vid rådet i Saqifa, valdes Muhammeds svärfar Abu Bakr, som dock inte tillhörde denna grupp, till kalif. 
Stridigheterna om ledarskapet för kalifatet bidrog till splittringen mellan grupper som senare skulle framstå såsom sunni- och shiamuslimer.

## Kalifer till och med 1924
Inom den mest spridda sunnimuslimska traditionen kan kalifatet delas in i flera eror eller dynastier:
- 632-661: De första fyra kaliferna (rashidun) med säte i Medina: Abu Bakr, Umar ibn al-Khattab, Uthman ibn Affan och Ali ibn Abi Talib. Dessa anses i strängt ortodox mening som de rätta och vägledda kaliferna eftersom de fritt valdes till profetens ställföreträdare. Under deras styre kom genom erövringar Egypten, Irak, Palestina, Iran och stora delar av Bysantiska riket under arabisk-muslimsk kontroll (politiskt, militärt, religiöst och språkmässigt).
- 661-750: De 14 umayyaderna i Damaskus. Under umayyaderna blev kalifatet en ärvd titel, och det islamiska imperiet expanderades djupt in i Afrika, Europa och Asien.
- 750-1258: De 37 abbasiderna, vilka härskade från Kufa, sedan med säte i Bagdad och Samarra. Under abbasiderna anses det islamiska imperiet ofta ha nått sin världsliga och kulturella höjdpunkt, med härskare som till exempel Harun al-Rashid (786–809) i Bagdad. Arabiskan blev världsspråk genom att ha utvecklats modersmål för befolkningen i många tidigare erövrade länder, t.ex. Egypten och övriga Nordafrika, Palestina, Libanon och det som idag är Irak och Syrien. Den mongoliska erövringen av kalifatets huvudstad år 1258 utgjorde slutet på det ursprungliga kalifatets era.
- 1258-1517: Ytterligare 17 abbasider som gjorde anspråk på kaliftiteln i Kairo, men utövade mycket lite världslig makt.
- 1517-1924: Efter osmanernas erövring av Egypten 1517 gjorde den osmanske sultanen anspråk på att vara överhuvud för hela den islamska världen och övertog titeln kalif. Efter att Osmanska riket och sultanatet efter första världskriget upphört att existera avskaffade den moderna turkiska staten kalifvärdigheten den 3 mars 1924.
- 1924: Kung Hussein ibn Ali av Hijaz lät utropa sig till kalif i mars 1924. Titeln innehades till den 16 oktober samma år när den då avsatte kungen lämnade Hijaz.

Den gren av umayyaderna som från 755 regerade i Spanien, och andra furstar som antog titeln kalif, anses av de flesta sunniter idag endast som så kallade "motkalifer", vilka inte innehade kalifatets andliga och egentligen konstituerande del, imamatet.
Efter att det osmanska kalifatet avskaffats i mars 1924 sammankallade ledande skriftlärda på al-Azharuniversitetet i Egypten till en internationell kongress, med syftet att välja en ny kalif. Initiativtagarnas avsikt var att få kongressen att välja den dåvarande egyptiske kungen Fuad I. Emellertid förekoms de av den hashimitiske kungen Hussein ibn Ali som styrde det dåvarande kungariket Hijaz. I mars 1924 lät han sig upphöjas till ny kalif av en grupp religiösa ledare i Transjordanien. Kalifatet erkändes i princip endast i Hijaz samt i Irak och Transjordanien, som styrdes av Husseins söner Faisal respektive Abdullah. Kung Husseins maktambitioner omintetgjordes fullständigt 1924 när Hijaz erövrades av wahhabitiska styrkor under den blivande saudiska kungen Abd al-Aziz ibn Saud. Hussein avsattes och tvingades i landsflykt i oktober 1924, och därmed hade hans anspråk på kaliftiteln inte längre någon grund.

## Kalifat efter 1924

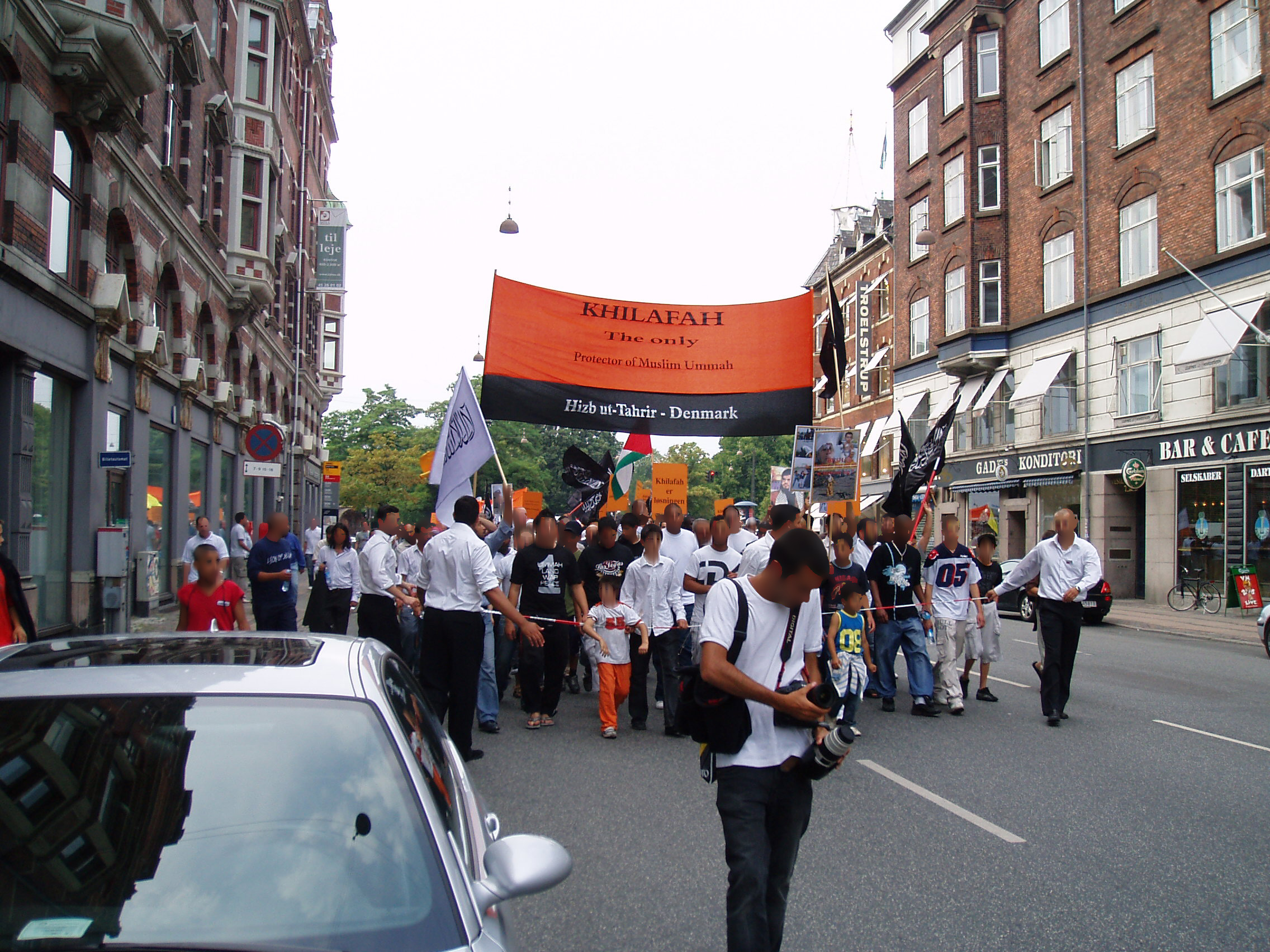
Den danska avdelningen av Hizb ut-Tahrir demonstrerar för kalifatets återupprättande 2006

Efter 1924 uppstod en häftig debatt i Egypten när debattören och politikern Ali Abdel Raziq publicerade en bok där han ifrågasatte behovet av en ny kalif. Han hävdade att det inte går att hitta stöd i varken Koranen eller hadith för nödvändigheten av ett kalifat, eftersom Mohammeds uppgift i grunden var ett rent andligt ledarskap. Profetens politiska gärningar var enbart betingade av hans tids specifika omständigheter och det finns alltså inget skäl att kräva kalifatets upprätthållande. Boken väckte stor uppståndelse och ledde till att Raziq avskedades från sin post som religiös domare eller cadi i Mansura.
När kongressen som de skriftlärda från al-Azharuniversitetet sammankallat till slutligen ägde rum i maj 1926 kunde deltagarna inte enas om kalifatets statsrättsliga status, och därmed utsåg man inte heller någon ny kalif. Sedan dess har inga större kongresser med global täckning behandlat frågan om kalifatets återupprättande.

## Övriga kalifat
Det har också existerat särskilda grupper eller riktningar som utropat kalifat under 1900-talet som bara erkänts av mindre muslimska grupper, och dessa har i regel varit icke-politiska, religiösa organisationer. Det gäller t.ex. ahmadiyyarörelsen, den sufiska muridiyyaorden i Senegal och tijaniyyarörelsen i Västafrika. Dessutom finns det sedan 1800-talets början ett kalifat i Västafrika som grundades av Usman dan Fodio. Kalifatet kallas Sokotokalifatet och är fortfarande verksamt, fast med mycket begränsat inflytande.
Terrororganisationen Islamiska staten (IS) utropade 2014 ett kalifat i de områden som de kontrollerade i Irak och Syrien. Organisationen krävde samtidigt trohet från alla världens muslimer, vilket den stora majoriteten av de muslimska samfunden ignorerade. Organisationens ledare Abu Bakr al-Baghdadi utnämndes till kalif. Detta kalifat upphörde att existera 2019. Ledaren Abu Bakr al-Baghdadi dog den 27 oktober 2019 sedan amerikanska styrkor gjorde en räd som ledde till att han begick självmord.

## "De vägledda kaliferna"
1. Abu Bakr (632–634)
2. Umar ibn al-Khattab (634–644)
3. Uthman ibn Affan (644–656)
4. Ali ibn Abi Talib (656–661)

De fyra första kaliferna innehar en särskild ställning inom sunnitisk islam. De bär titeln al-Khulafa ur-Rashidun, eller "de vägledda kaliferna", och deras kalifat kallas "rashidunkalifatet". De anses ha tillämpat islams principer på ett riktigt sätt, och fört arvet efter Muhammed vidare. Det islamiska rike de härskade över kallas "det fullkomliga kalifatet", till skillnad från de senare kalifaten som betecknas "det ofullkomliga kalifatet". Dessa fyra är därför enligt denna åskådning de enda som har rätt att bära de två titlar som utmärker de två sidorna av profetens makt, amir-al-muminin ("de rättrognas härskare" som infördes av Omar) och den abbasidiska titeln imam-al-muslimin ("islambekännarnas föreståndare"). Kalifens insignier bars redan av Muhammed och var al-búrda, manteln, al-kadib, spiran (eg. "rörkäppen"), samt al-khatim, sigillringen.
De fyra kalifernas era tog slut i de muslimska inbördeskrigen vid mitten av 650-talet, när Muawiya ibn abi Sufyan (661–680) grep makten och grundade det umayyadiska kalifatet. Sunnimuslimer erkänner även Muawiyas efterträdare, men världslig politik anses härmed ha börjat spela stor roll inom kalifatet, och titeln ärvdes ofta från far till son istället för att, vilket sunniterna ursprungligen avsett, ges till den mest lämpade muslimen.

## Shiamuslimer erkänner inte det sunnitiska kalifatet
Shiamuslimer använder normalt inte titeln "kalif". De menar att muslimerna borde ledas av en imam, som inte skulle väljas av muslimerna. Istället borde ledarskapet gå vidare inom profetens familj likt profetskapet gick vidare inom speciella familjer, och Muhammed borde ha efterträtts omedelbart efter sin död av svärsonen Ali ibn Abi Talib som imam enligt Guds och Muhammeds kungörelse. De tre första kaliferna (Abu Bakr, Umar, Uthman) betraktas av shiiterna som usurpatorer. Ali tillträdde slutligen som kalif/imam efter Uthman, och räknas av sunnimuslimer som den fjärde och sista vägledda kalifen. Efter Alis död 661 vägrade shiamuslimerna emellertid erkänna det umayyadiska kalifatet och dess efterföljare, vilket sunniterna gjorde. Shiaislam har istället insisterat på en fortsatt linje imamer inom Muhammeds ätt, genom Alis efterlevande. Dessa har emellertid aldrig besuttit någon världslig maktställning, och de agerade som en slags religiös opposition inom det sunnitiska kalifatet.

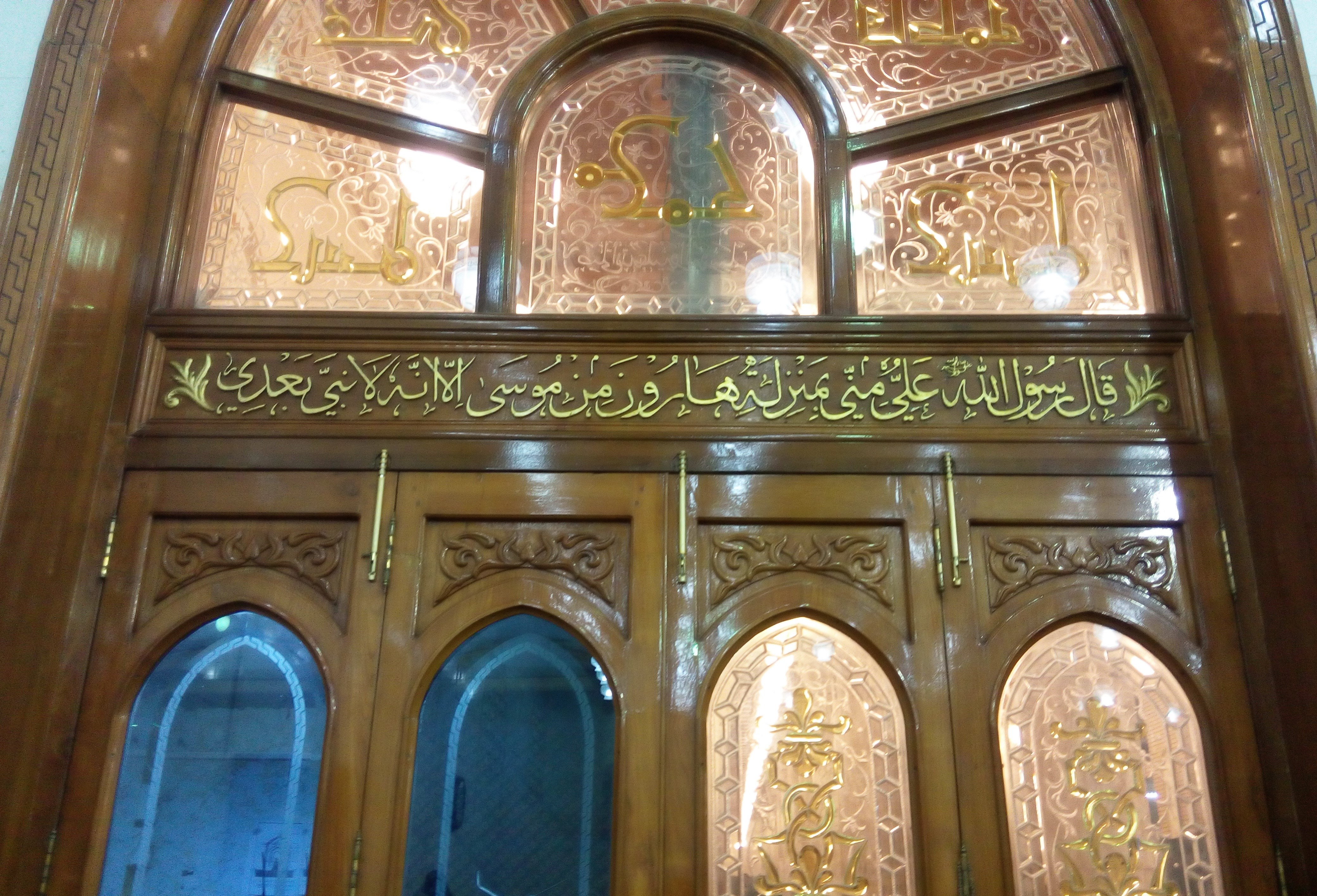
Positionshadithen skriven ovanför en dörr i Kufas moské.

### Argument i traditioner
Texten i Positionshadithen tolkas av shiamuslimerna så att Ali hade stöd i Koranen att bli Muhammeds rättmätige efterträdare.
Det har återberättats en hadith av profeten om att det inte passar sig att han går iväg utan att Ali är hans kalif för alla troende efter honom. Den wahhabitiske al-Albani har även skrivit att källan till föregående hadith är god. En liknande hadith har återberättats att Muhammed sade att Ali är från honom och att han är från Ali, och att Ali är alla troendes wali efter honom. I en annan hadith har profeten sagt att han lämnar efter sig två kalifer, Koranen och hans Ahl al-Bayt, de två kommer inte att separeras fram tills att de möter honom vid poolen (på domedagen). I Sahih Muslim har det återberättats av profeten att han sade att det kommer tolv kalifer efter honom. I Sahih al-Bukhari har det återberättats av Umar ibn al-Khattab att profeten inte utsåg någon kalif.